# Gradi della polizia locale dell'Emilia-Romagna
Tabella riassuntiva dei gradi della polizia locale dell'Emilia-Romagna. I gradi sono rappresentati apposti sulle controspalline della divisa, o su supporto di velcro pettorale. Il colore della divisa è il blu di Prussia. I distintivi di grado sono regolati dalla Delibera della Giunta Regionale del 6 ottobre 2021, n. 1557, nella fattispecie dall'allegato A per le polizie locali dei comuni e dall'allegato B per le polizie locali delle province; il passaggio da un grado all'altro è invece regolato dall'allegato C.
| comandante (capoluogo di regione) | comandante (capoluogo di provincia) | comandante (ente con più di 50.000 ab.) | comandante (ente con meno di 50.000 ab.) |

| dirigente (capoluogo di provincia) | dirigente |

| commissario maggiore | commissario superiore | commissario capo | commissario |

| ispettore superiore | ispettore capo | ispettore |

| assistente capo | assistente scelto | assistente | agente scelto | agente |

## Distintivi di grado e qualità funzionali
| Grado                                    | Distintivo di grado                                                                                           | Soggolo                                                                                    | Qualità funzionale |
| ---------------------------------------- | --- | ------------------------------------------------------------------------------------------ | ------------------ |
| Comandante (capoluogo di regione)        | n° 1 stella in metallo argentato bordate in robbio rosso e una decorazione in met. arg. in rilievo            | Soggolo con treccia argentata n° 1 galloncino con bordatura in robbio rosso                | Ufficiale di P.G.  |
| Comandante (capoluogo di provincia)      | n° 3 stelle in metallo argentato bordate in robbio rosso e una torre in met. arg. in rilievo                  | Soggolo con cordoncino argentato intrecciato n° 3 galloncini con bordatura in robbio rosso | Ufficiale di P.G.  |
| Comandante (ente con più di 50.000 ab.)  | n° 2 stelle in metallo argentato bordate in robbio rosso e una torre in met. arg. in rilievo                  | Soggolo con cordoncino argentato intrecciato n° 2 galloncini con bordatura in robbio rosso | Ufficiale di P.G.  |
| Comandante (ente con meno di 50.000 ab.) | n° 1 stella in metallo argentato bordata in robbio rosso e una torre in met. arg. in rilievo                  | Soggolo con cordoncino argentato intrecciato n° 1 galloncino con bordatura in robbio rosso | Ufficiale di P.G.  |
| Dirigente (capoluogo di provincia)       | n° 2 stelle in metallo argentato e una torre in met. arg. in rilievo                                          | Soggolo con cordoncino argentato intrecciato n° 2 galloncini                               | Ufficiale di P.G.  |
| Dirigente                                | n° 1 stella in metallo argentato e una torre in met. arg. in rilievo                                          | Soggolo con cordoncino argentato intrecciato n° 1 galloncino                               | Ufficiale di P.G.  |
| Commissario Maggiore                     | n° 3 stelle in metallo argentato e una coppia di ramoscelli in met. arg. in rilievo                           | Soggolo con cordoncino argentato intrecciato n° 3 galloncini                               | Ufficiale di P.G.  |
| Commissario Superiore                    | n° 2 stelle in metallo argentato e una coppia di ramoscelli in met. arg. in rilievo                           | Soggolo con cordoncino argentato intrecciato n° 2 galloncini                               | Ufficiale di P.G.  |
| Commissario Capo                         | n° 2 stelle in metallo argentato e una barra argentata con rombo al centro in rilievo in met. arg. in rilievo | Soggolo con treccia piatta argentata n° 2 galloncini                                       | Ufficiale di P.G.  |
| Commissario                              | n° 1 stella in metallo argentato e una barra argentata con rombo al centro in rilievo in met. arg. in rilievo | Soggolo con treccia piatta argentata n° 1 galloncino                                       | Ufficiale di P.G.  |
| Ispettore Superiore                      | n° 3 stelle in metallo argentato                                                                              | Soggolo argentato n° 3 galloncini                                                          | Ufficiale di P.G.  |
| Ispettore Capo                           | n° 2 stelle in metallo argentato                                                                              | Soggolo argentato n° 2 galloncini                                                          | Ufficiale di P.G.  |
| Ispettore                                | n° 1 stella in metallo argentato                                                                              | Soggolo argentato n° 1 galloncino                                                          | Ufficiale di P.G.  |
| Sovrintendente Maggiore                  | Piastrina a fondo celeste con un rombo e 3 barrette argentate e scritta UPG                                   | Soggolo nero con rigo centrale argentato n° 4 galloncini                                   | Ufficiale di P.G.  |
| Sovrintendente                           | Piastrina a fondo celeste con un rombo e 3 barrette argentate                                                 | Soggolo nero con rigo centrale argentato n° 3 galloncini                                   | Agente di P.G.     |
| Assistente Capo                          | Piastrina a fondo celeste con 3 barrette argentate                                                            | Soggolo nero semplice n° 3 galloncini                                                      | Agente di P.G.     |
| Assistente Scelto                        | Piastrina a fondo celeste con 2 barrette argentate                                                            | Soggolo nero semplice n° 2 galloncini                                                      | Agente di P.G.     |
| Assistente                               | Piastrina a fondo celeste con 1 barretta argentata                                                            | Soggolo nero semplice n° 1 galloncino                                                      | Agente di P.G.     |
| Agente Scelto                            | Piastrina a fondo celeste con 2 V argentate                                                                   | Soggolo nero semplice                                                                      | Agente di P.G.     |
| Agente                                   | Piastrina a fondo celeste                                                                                     | Soggolo nero semplice                                                                      | Agente di P.G.     |

## Fregi e distintivi

### Placca sul copricapo
Ai sensi dell'articolo 14 dell'allegato A della DGR 1557/2021, gli operatori della Polizia Locale dell'Emilia-Romagna portano, come fregio sul copricapo, una placca tonda da 60 millimetri in metallo, verniciata con smalto plastico, recante lo stemma regionale della Polizia Locale.
Per il Comandante o per il Responsabile di Servizio, in caso di struttura diversa da Corpo, la placca sul copricapo è contornata da un robbio rosso di 5 millimetri.

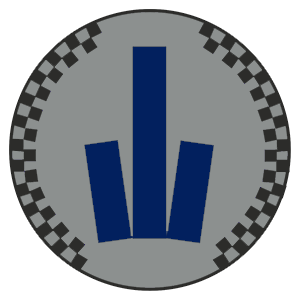
Placca sul copricapo per dirigenti, funzionari e istruttori
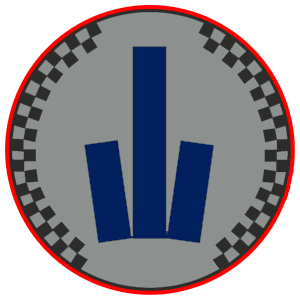
Placca sul copricapo per Comandante o Responsabile di Servizio

### Alamari e mostrine
Ai sensi degli articoli 16 e 17 dell'allegato A della DGR 1557/2021, rispettivamente, gli operatori da Agente a Sovrintendente Maggiore, sugli abiti su cui sono previste, portano una coppia di mostrine raffiguranti il fregio della Polizia Locale dell'Emilia-Romagna, mentre gli ufficiali da Ispettore a Comandante, sulla giubba della divisa ordinaria e sul cappotto di rappresentanza, portano una coppia di alamari ricamati in filo d'argento.

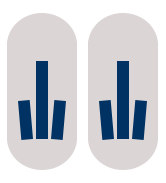
Coppia di mostrine portate dagli agenti della Polizia Locale dell'Emilia-Romagna
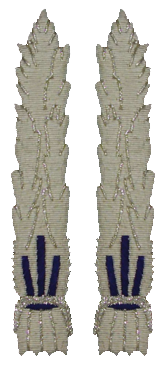
Coppia di alamari portati dagli ufficiali della Polizia Locale dell'Emilia-Romagna

Su alcuni specifici capi, anche gli ufficiali portano le mostrine degli agenti, ricamate in tessuto.

### Piastrine al petto di incarico
Ai sensi dell'articolo 19 dell'allegato A della DGR 1557/2021, i Comandi possono disporre che il personale inquadrato nell'area dei funzionari e delle elevate qualificazioni, in base alla specifica responsabilità ricoperta, porti una piastrina recante il titolo dell'incarico attribuito, appuntata sulla parte superiore della tasca sinistra del giubbotto o della giacca. Sono previste le seguenti piastrine:
- Vicecomandante;
- Responsabile coordinatore;
- Responsabile di presidio;
- Responsabile di unità.

Le piastrine, in metallo grigio traslucido, recano l'incarico con scritta blu.

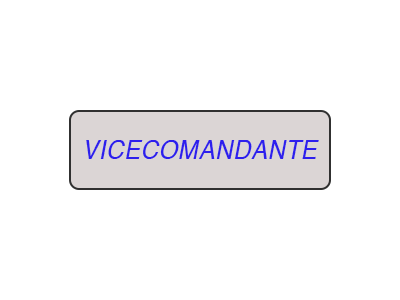
Piastrina da Vicecomandante
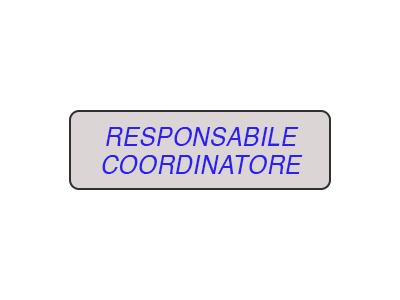
Piastrina da Responsabile coordinatore
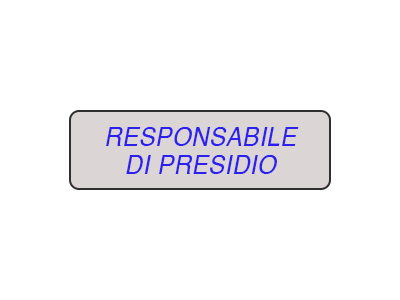
Piastrina da Responsabile di presidio
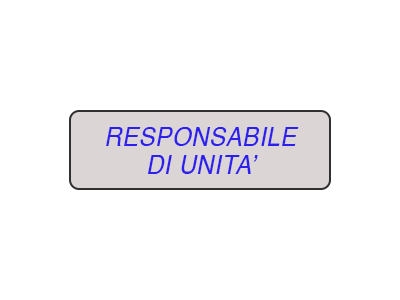
Piastrina da Responsabile di unità

Se l'incarico è collegato al riconoscimento di una elevata qualificazione (ex posizione organizzativa), la scritta nella targhetta è rossa.

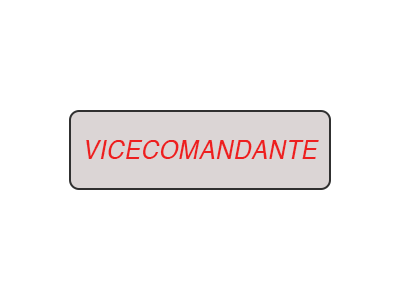
Piastrina da Vicecomandante e.q.
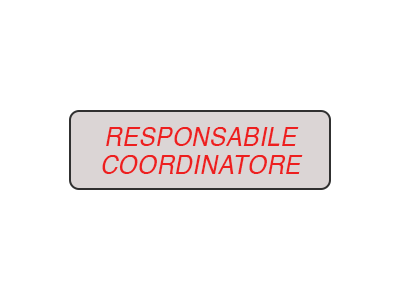
Piastrina da Responsabile coordinatore e.q.
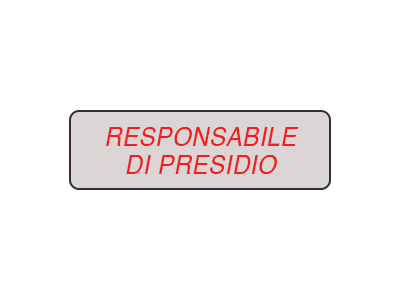
Piastrina da Responsabile di presidio e.q.
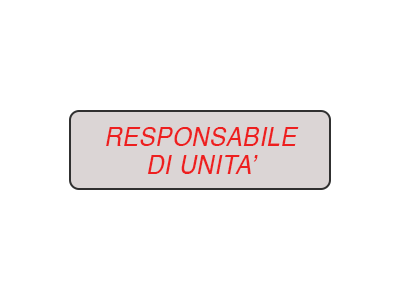
Piastrina da Responsabile di unità e.q.

## Responsabili di Servizio di struttura non riconosciuta come Corpo
Dove non è stato formalmente riconosciuto un Corpo a norma dell’art. 14 della Legge Regionale 24 del 2003, il responsabile di servizio di Polizia Locale utilizza il grado corrispondente al suo inquadramento giuridico portando la bordatura in robbio rosso sulle stelle del distintivo di grado, sulla placca al copricapo e sui galloncini del soggolo.
Segue tabella riassuntiva.
| dirigente (capoluogo di provincia) | dirigente |

| commissario maggiore | commissario superiore | commissario capo | commissario |

| ispettore superiore | ispettore capo | ispettore |

## Criteri e modalità per l'attribuzione e la progressione del grado
I criteri e le modalità per l'attribuzione e la progressione dei gradi della Polizia Locale dell'Emilia-Romagna sono normati dall'allegato C della Delibera della Giunta Regionale del 6 ottobre 2021, n. 1557.
I gradi di primo accesso sono Agente, per il personale inquadrato nell'area degli istruttori (ex categoria contrattuale C), e Ispettore, per il personale inquadrato nell'area dei funzionari e delle elevate qualificazioni (ex categoria contrattuale D).
L'avanzamento di grado è determinato da tre requisiti minimi cumulativi: l'esperienza lavorativa, la formazione e l'eventuale presenza di provvedimenti disciplinari. I singoli Enti possono tuttavia stabilire ulteriori requisiti per la progressione del grado.

### Progressione nei gradi superiori interni all'area degli istruttori (ex cat. C)
- da Agente ad Agente Scelto: 5 anni di esperienza in polizia locale, 30 ore di aggiornamento;
- da Agente Scelto ad Assistente: 10 anni di esperienza in polizia locale, 60 ore di aggiornamento di cui almeno 20 svolte negli ultimi 5 anni;
- da Assistente ad Assistente Scelto: 15 anni di esperienza in polizia locale, 90 ore di aggiornamento di cui almeno 20 svolte negli ultimi 5 anni;
- da Assistente Scelto ad Assistente Capo: 20 anni di esperienza in polizia locale, 120 ore di aggiornamento di cui almeno 20 svolte negli ultimi 5 anni;
- da Assistente Capo a Sovrintendente: 25 anni di esperienza in polizia locale, 150 ore di aggiornamento di cui almeno 20 svolte negli ultimi 5 anni;
- Sovrintendente Maggiore: grado ad esaurimento assegnato indipendentemente dagli anni di esperienza in polizia locale a personale ex 6a qualifica in servizio nel 1999 che non ha ricevuto l'inquadramento di cui all'art. 29 lettera b) e c) del CCNL, mantenendo tuttavia la qualità di Ufficiale di Polizia Giudiziaria.

### Progressione nei gradi superiori interni all'area dei funzionari e delle elevate qualificazioni (ex cat. D)
- da Ispettore a Ispettore Capo: 5 anni di esperienza nella figura professionale di addetto al coordinamento e controllo, 80 ore di aggiornamento;
- da Ispettore Capo a Ispettore Superiore: 10 anni di esperienza nella figura professionale di addetto al coordinamento e controllo, 160 ore di aggiornamento di cui almeno 30 svolte negli ultimi 5 anni;
- da Ispettore Superiore a Commissario: 15 anni di esperienza nella figura professionale di addetto al coordinamento e controllo, 240 ore di aggiornamento di cui almeno 30 svolte negli ultimi 5 anni;
- da Commissario a Commissario Capo: 20 anni di esperienza nella figura professionale di addetto al coordinamento e controllo, 320 ore di aggiornamento di cui almeno 30 svolte negli ultimi 5 anni;
- Commissario Superiore: grado assegnato a coloro i quali abbiano superato apposita selezione per l'ex cat. D3 giuridica acquisita da non oltre 10 anni;
- da Commissario Superiore a Commissario Maggiore: 10 anni di esperienza nella figura professionale di addetto al coordinamento e controllo nella ex cat. D3 giuridica, 160 ore di aggiornamento di cui almeno 30 svolte negli ultimi 5 anni.